# TV Ōsaka
Koordinaten: 34° 41′ 26,2″ N, 135° 31′ 15,6″ O

Gebäude von TV Ōsaka im Stadtteil Ōtemae von Ōsaka

TV Ōsaka (japanisch テレビ大阪株式会社 Terebi Ōsaka Kabushiki-gaisha, englisch Television Osaka, Inc., abgekürzt TVO) ist eine TV-Station und Teil des TX Network in Ōsaka, Japan.